# Nuevo Gramalote
Nuevo Gramalote oficialmente Nuevo casco urbano de Gramalote , es una ciudad planificada para ser la Cabecera municipal del municipio colombiano de Gramalote.
El 17 de diciembre de 2010, parte del casco urbano de Gramalote en Norte de Santander, quedó destruido por un deslizamiento de tierra ocasionado por el movimiento telúrico de una falla geológica (Depósito Coluvial)    sobre la cual se encontraba, producto de una fuerte temporada invernal. En aquel momento, el movimiento de tierra agrietó las viviendas y más de 3500 personas tuvieron que ser evacuadas, como solución, el Gobierno nacional propuso el megaproyecto Nuevo Gramalote, que planteaba la reconstrucción y traslado de la cabecera municipal.
Después de varios candidatos, el 25 de septiembre de 2011, se definió al sector de Pomarroso como el sitio para re-asentar el nuevo casco urbano. Pero fue desestimado y se construyó en el sector de Miraflores; quedando el primero como un centro poblado más del municipio.   

## Obras
El megaproyecto "Nuevo Gramalote" consta de; un Centro Administrativo Municipal (sede de la alcaldía, el Concejo, la Personería, la Notaría, el Juzgado y la Registraduría) 988 casas, un parque central, una estación de policía, una plaza de mercado, un colegio, un hospital, vías y medidas para la reactivación económica, con una inversión principal de COP 354 795 millones
Además, el gobierno Duque añadió COP 22 mil millones para la construirán de un Polideportivo, la Casa de la Cultura, la Casa del Campesino y la Casa del Adulto Mayor.